# Roberto Rodríguez Encinas
Roberto Rodríguez o popularmente conocido como Robert (Salamanca, 27 de diciembre de 1979) es un futbolista español. Juega de delantero y actualmente se encuentra sin equipo. Tiene un hermano que juega también como delantero Koeman. Mide 1,76 metros y pesa 73 kilos. Su talento como "killer" han hecho que haya disputado seis encuentros en primera división con la Unión Deportiva Salamanca.
No ha sido internacional con Selección de fútbol de España pero si con Selección de fútbol de Castilla y León

## Clubes
| Club           | País   | Año       |
| -------------- | ------ | --------- |
| Zamora CF      | España | 2000-2001 |
| UD Salamanca B | España | 2000-2001 |
| UD Salamanca   | España | 2001-2006 |
| Zamora CF      | España | 2006-2007 |
| UD Barbastro   | España | 2007      |
| CD Guijuelo B  | España | 2008      |
| CD Guijuelo    | España | 2008-2009 |

## Palmarés

### Campeonatos nacionales
| Título               | Club         | País   | Año       |
| -------------------- | ------------ | ------ | --------- |
| Segunda B (Grupo II) | UD Salamanca | España | 2005-2006 |